# Miquelon-Langlade
Miquelon-Langlade ist sowohl eine Insel als auch – neben Saint-Pierre – eine der beiden Gemeinden des französischen Überseegebiets (collectivité d'outre-mer, COM) Saint-Pierre und Miquelon im Nordatlantik.

## Geographie
Miquelon-Langlade liegt etwa 25 km westlich der Burin-Halbinsel Neufundlands im Sankt-Lorenz-Golf. Die Insel ist aus zwei geologisch unterschiedlichen Teilinseln, die durch einen 12 km langen Tombolo (Isthmus) miteinander verbunden sind, zusammengesetzt: Miquelon (baskisch für „Michael“), auch Grande Miquelon genannt, mit der Halbinsel Le Cap im Norden sowie Langlade, auch Petite Miquelon genannt, im Süden. Diese Landbrücke, La Dune genannt, bestand bereits bei der Ankunft der ersten Siedler 1755. Die gesamte Landfläche der knapp 40 km langen und bis zu 240 m hohen Insel beträgt 208,85 km². Die Teilinsel Miquelon ist von zahlreichen Lagunen umgeben, von denen Grand Barachois im Süden die größte ist. Auf Miquelon liegt in unmittelbarer Nähe des Hauptortes der kleine Flugplatz Miquelon (IATA-Flughafencode MQC, ICAO-Flugplatzcode LFVM), der von Air Saint-Pierre bedient wird.

## Bevölkerung
Miquelon-Langlade ist, obgleich größer, deutlich schwächer besiedelt als die Nachbarinsel Saint-Pierre. So lebten am 1. Januar 2022 auf der Insel 596 Einwohner, die hauptsächlich baskischer oder akadischer Abstammung sind und überwiegend im Hauptort Miquelon (bei 47° 6′ N, 56° 23′ W) siedeln. Die Teilinsel Langlade war lange Jahre von einem Eremiten bewohnt, ist seit dessen Tod 2006 jedoch nicht mehr permanent bewohnt. Allerdings verbringen viele Einwohner Saint-Pierres im Sommer ihre Ferien auf Langlade.

## Hoheitszeichen

Flagge
Wappen

## Sehenswürdigkeiten
- Leuchttürme von Cap Blanc und Pointe-Plate
- Notre-Dame-des-Ardilliers, denkmalgeschützte Kirche in Miquelon
- Kapelle Sainte-Thérèse-de-l'Enfant-Jésus de Langlade
- Heimatmuseum

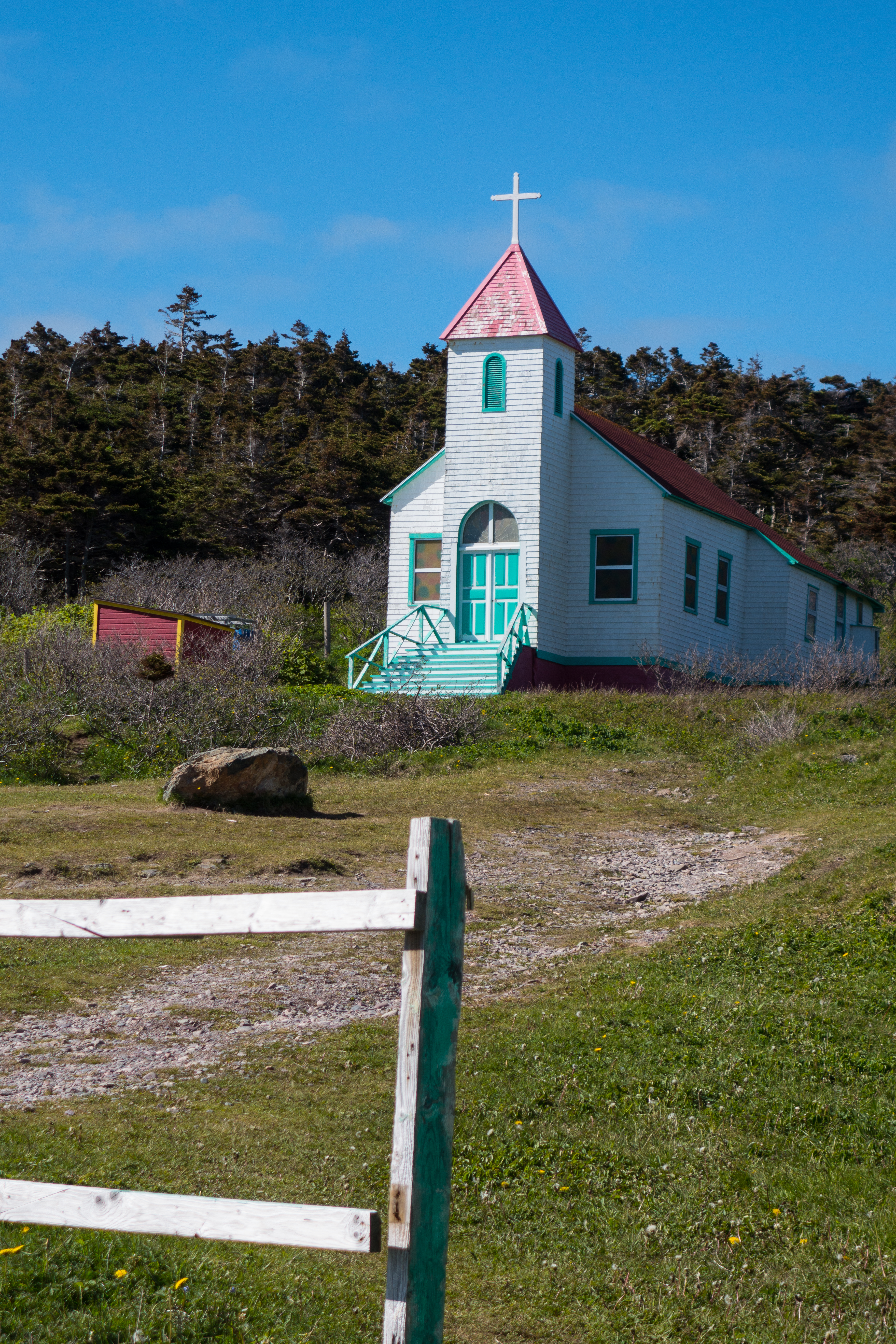
Kapelle Sainte-Thérèse-de-l’Enfant-Jésus in Langlade
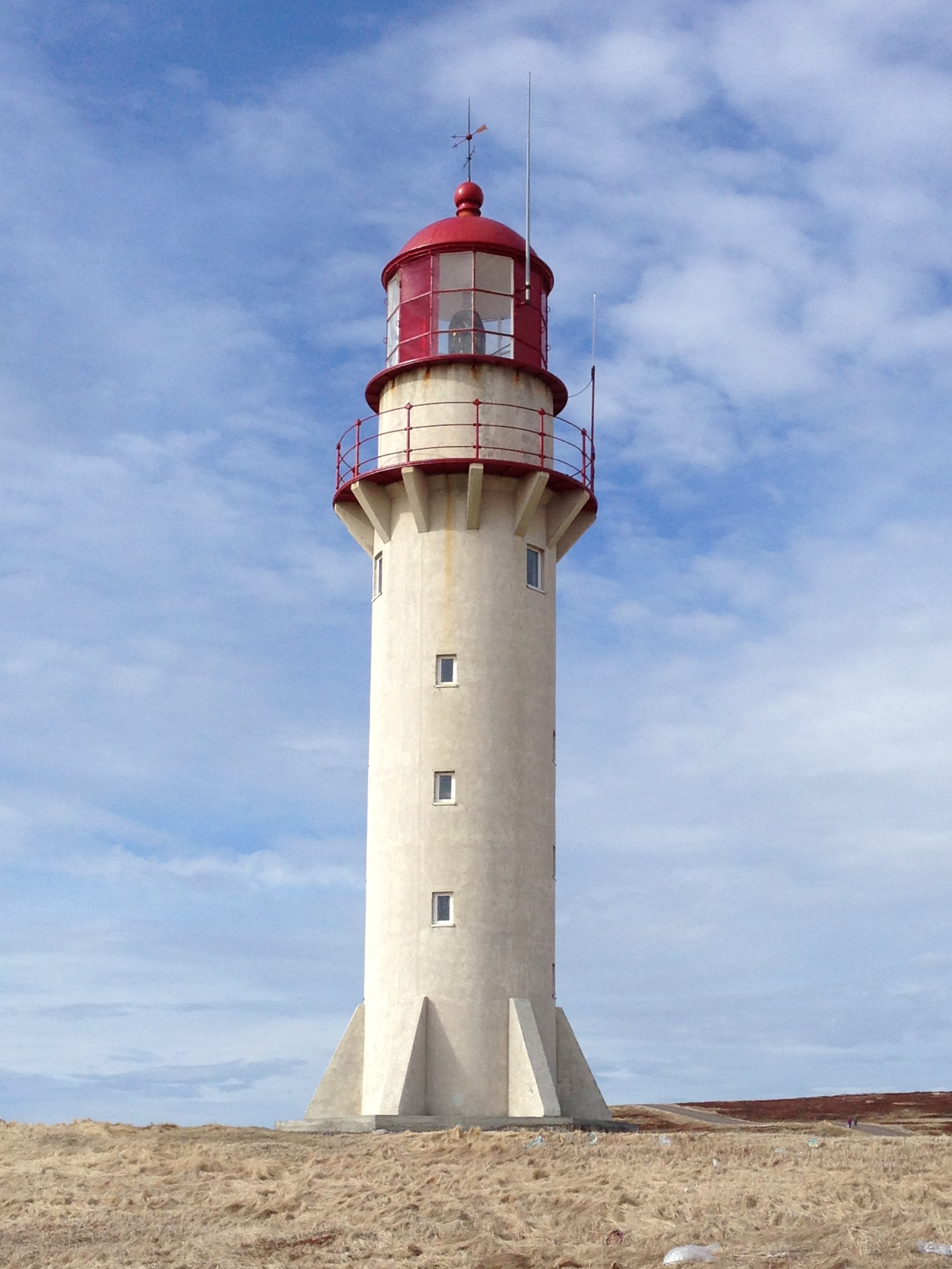
Leuchtturm von Cap Blanc in Miquelon
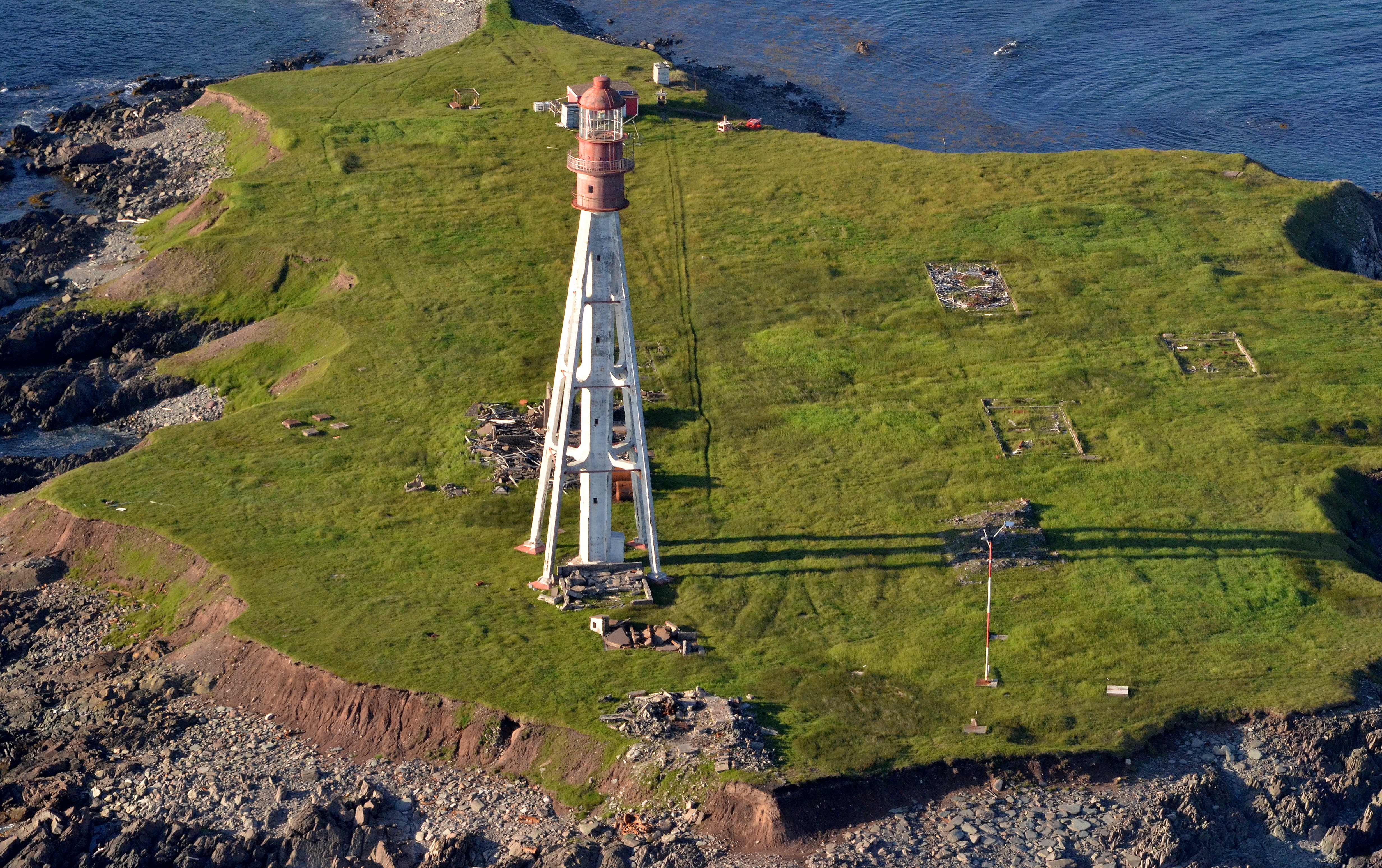
Leuchtturm von Pointe-Plate südwestlich von Langlade

## Einzelnachweis
1. ↑  Henning Aubel, Renate Ell, Philip Engler: Der neue Kosmos Welt-Almanach & Atlas 2021 Daten, Fakten, Karten. Franckh-Kosmos Verlags-GmbH & Company KG, 2021, ISBN 978-3-440-50454-3, S. 148 (google.de).
2. ↑  Géoservices IGN ()
3. ↑  Französisches Statistikinstitut (www.insee.fr)